# Aspilota dezhnevi
Aspilota dezhnevi är en stekelart som beskrevs av Sergey A. Belokobylskij 2007. Aspilota dezhnevi ingår i släktet Aspilota och familjen bracksteklar. Inga underarter finns listade.